# 拜 (马耶讷省)
拜是法国马耶讷省的一个市镇，位于该省东部略偏北，属于马耶讷区。该市镇总面积26.23平方公里，2009年时的人口为1297人。

## 人口
拜人口变化图示